# Baeonoma suavis
Baeonoma suavis es una especie de polilla del género Baeonoma, orden Lepidoptera.  Fue descrita científicamente por Meyrick en 1916.

## Descripción
Tiene una envergadura de aproximadamente 15 mm. Las alas anteriores son de color amarillo ocráceo, más amarillas hacia la costa, con tonos violeta castaños hacia el dorso y con unos pocos lunares oscuros. El borde costal es blanquecino. Las alas posteriores son grises.

## Distribución
Se encuentra en Guayana Francesa.